# Министерство энергетики и изменения климата Великобритании
Министе́рство энерге́тики и измене́ния кли́мата Великобрита́нии (англ. Department of Energy and Climate Change) было создано 3 октября 2008 года премьер-министром Гордоном Брауном и взяло на себя некоторые из функций Министерства по делам бизнеса, предпринимательства и реформы управления (функцию по энергетике) и Министерства окружающей среды, продовольствия и сельского хозяйства (функцию, связанную с изменением климата).
Министерство выпустило основную Белую книгу в июле 2009 года, которая определяет его цели и планы.

## История
На момент закрытия его возглавляла Государственный секретарь по энергетике и изменению климата, Эмбер Радд член парламента.
 После назначения Терезы Мей премьер-министром в июле 2016 года Радд стал министром внутренних дел, а департамент был расформирован и объединен с Департамент бизнеса,инноваций и профессиональных навыков, чтобы сформировать Департамент бизнеса, энергетики и промышленной стратегии под руководством Грега Кларка члена парламента.
В июле 2009 года департамент опубликовал крупную Белую книгу, в которой изложены его цели и планы. Большая часть бюджета DECC была потрачена на управление историческими ядерными объектами в Соединенном Королевстве, в 2012/13 году это составило 69% бюджета, израсходованного через Управление по выводу из эксплуатации ядерных объектов. Ожидалось, что расходы правительства на вывод ядерных реакторов из эксплуатации возрастут, когда последний из реакторов Соединенного Королевства Магнокс будет остановлен и перестанет приносить доход.

Департамент был в некоторой степени возрожден в феврале 2023 года с созданием Департамент энергетической безопасности и чистого нуля, который несет почти те же обязанности, что и этот департамент когда-то.

## Министры депортамента

### Государственные секретари
- Эд Милибэнд (2008–10)
- Крис Хьюн (2010–12)
- Эд Дейви (2012–15)
- Эмбер Радд (2015–16)

### Государственные министры
- Майк О’Брайен (2008–09)
- Джоан Руддок (2009–10)
- Чарльз Хендри (2010–12)
- Джон Хэйес (2012–13)
- Майкл Фэллон (2013–14)
- Мэттью Хэнкок (2014–15)
- Андреа Ледсом (2015–16)